# Ilka Gedő
Ilka Gedő (Budapest, 26 maggio 1921 – Budapest, 19 giugno 1985) è stata una pittrice e disegnatrice ungherese.
La sua opera è sopravvissuta a decenni di persecuzione e repressione, prima da parte del regime filofascista degli anni '30 e '40 e poi, dopo un breve intervallo di relativa libertà tra il 1945 e il 1949, dal regime comunista dagli anni '50 al 1989. Nella prima fase della sua carriera produsse numerosi disegni che possono essere suddivisi in varie serie. Dal 1964 in poi riprese la sua attività artistica creando dipinti ad olio. Considerata un'artista indipendente, non è legata né all'avanguardia né alle tendenze tradizionali.

## Biografia

### Gioventù e studi
lka Gedő nacque dall'insegnante Simon Gedő e dall'impiegata Elza Weiszkopf. La famiglia, di origine ebraica, era strettamente in contatto con alcuni dei principali scrittori e artisti ungheresi dell'epoca.
Dalla fine degli anni '30 ai primi anni '40 fu istruita da Tibor Gallé, Victor Erdei e István Örkényi Strasser, tutti uccisi dai nazisti alla fine della guerra.
Dopo aver superato gli esami di maturità considerò seriamente di iniziare i suoi studi artistici a Parigi, ma la guerra interferì, e a causa delle leggi razziali non poté nemmeno frequentare l'Accademia d'arte ungherese. Durante la guerra si guadagnò da vivere come ceramista, ma non smise mai di creare le sue serie di grafiche. In questo periodo visitò spesso la città di Szentendre, situata a pochi chilometri da Budapest e rifugio per numerosi artisti ungheresi, ritraendola in diversi disegni a pastello. Fino ai primi anni '40 frequentò inoltre lo studio di Gyula Pap, ex allievo di Johannes Itten e insegnante del Bauhaus.
A questo periodo risalgono studi intimi della vita familiare, principalmente a matita, nonché una serie di autoritratti. Nel 1942 partecipò alla mostra Libertà e Popolo organizzata dal Gruppo di artisti socialisti che ebbe luogo al Centro dell'Unione dei lavoratori del metallo.

### Vita nel ghetto di Budapest

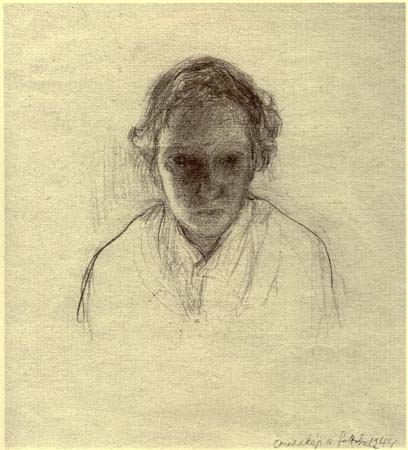
Autoritratto nel ghetto di Budapest, 1944, cartella 10, immagine 31, Museo d'arte di Yad Vashem

Con l'invasione dell'Ungheria da parte dei tedeschi avvenuta nel 1944 circa 200.000 ebrei furono internati nel ghetto di Budapest, dove Gedő passava la maggior parte del suo tempo a leggere e a disegnare ritraendo l'ambiente circostante, i suoi compagni, i vecchi e i bambini. Questi disegni sono documenti inestimabili nonché allegorie dell'umiliazione umana. In uno dei suoi autoritratti presenta una vista frontale di sé stessa, mostrando una persona che ha perso il controllo del proprio destino.

### Tra il 1945 e il 1948
Nell'immediato dopoguerra produsse diversi autoritratti disegnati in un modo che evoca la realtà fisica diretta e la sensibilità emotiva allo stesso tempo.
Costantemente alla ricerca di nuovi soggetti, Gedő trovò nella fabbrica di macchine Ganz un ambiente ricco e visivamente animato per disegnare: ritrasse la fabbrica con rapidi schizzi di esperienze momentanee che rivelano un'intensa concentrazione spirituale e potenza espressiva. A tale periodo risalgono inoltre una serie di dipinti raffiguranti un tavolo.
A parte la sua famiglia e alcuni amici, nessuno vide i disegni di Gedő nel momento in cui venivano realizzati. Durante questo periodo dal 1945 al 1949, oltre al pastello iniziò ad usare l'olio, ma in un attacco di depressione e non vedendo alcuna via d'uscita dai dilemmi che stava vivendo, distrusse la maggior parte dei dipinti ad olio prodotti durante questi anni. Dopo un notevole periodo di libertà tra il 1945 e il 1948, l'inizio della dittatura comunista influenzò negativamente la sua vita, essendo una delle ragioni per cui abbandonò le attività artistiche per sedici anni.

### Il periodo del silenzio creativo (1949-1965)
Nel 1949 Ilka Gedő diede inizio a un lungo periodo di pausa volontaria che durò fino al 1965, dovuto probabilmente all'inizio della dittatura comunista, alla mancanza di riconoscimento della sua arte (i suoi amici avevano un atteggiamento ostile verso tutto ciò che era rappresentativo o figurativo, con la non-figurazione adottata come mezzo di espressione politica) e al fatto che la stessa Gedő riconobbe che poteva rimanere fedele al suo talento solo smettendo di creare arte.  In questo periodo tuttavia perseguì studi approfonditi sulla storia dell'arte e sulla teoria dei colori di Goethe, e catalogò quasi tutti i disegni del periodo precedente in cartelle suddivise in temi. Il 15 maggio 1965 inaugurò la sua prima mostra dove presentò una selezione di disegni realizzati tra il 1945 e il 1948.

### Ritorno all'attività artistica

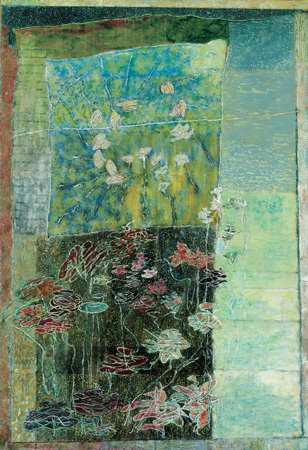
Giardino di rose con sfondo verde, 1981, olio su tela, 72 x 50 cm, collezione privata, Budapest

Negli anni '60 Ilka Gedő iniziò a dipingere ad olio. Nei suoi dipinti la forza dei colori freddi e caldi sembra essere uguale. Creava i suoi dipinti lentamente, tra speculazioni, registrando i passi del processo creativo in diari in modo che la realizzazione di tutti i dipinti potesse essere tracciata.
Le voci del diario registrano tutte le speculazioni dell'artista in relazione alla realizzazione del quadro. Quando metteva da parte un quadro, metteva via il relativo diario e continuava a lavorare su un altro quadro. Prima di riprendere il lavoro su un quadro leggeva sempre le note del diario precedente. Il suo metodo creativo segue il richiamo degli istinti ma non dimentica la disciplina dell'intelletto. "I critici d'arte si sono affrettati a sottolineare le prove della sua nostalgia per l'Art Nouveau e lo Jugendstil. Tuttavia, la vera nostalgia di Gedő è per una mitologia perduta, e in questo è simile ai suoi predecessori fin de siècle. Ha trovato questa mitologia, anche se personale, nell'arte, che è capace di evocare e custodire i ricordi di un mondo in via di estinzione".
Lo storico dell'arte ungherese László Beke nel 1980 valuta la sua arte: "Credo che sia del tutto inutile fare dei paralleli tra la sua arte e le tendenze contemporanee, perché questa potrebbe essere nata in qualsiasi momento tra il 1860 e il 2000. Essa trae le sue ispirazioni non dal fuori, ma dal dentro, e la sua coerenza e autenticità derivano dal rapporto che quest'arte ha con il suo creatore, e questo non può assolutamente sfuggire all'attenzione di nessuno degli spettatori di queste opere."
Gedő morì il 19 giugno 1985 all'età di 64 anni. La Compass Gallery di Glasgow presentò le sue opere nel 1985.

## Mostre

### In Ungheria
- Mostra in studio (1965)
- Museo Re Santo Stefano, Székesfehérvár (1980)[17]
- Galleria Dorottya Utca, Budapest (1982)[18]
- Galleria della Colonia degli Artisti, Szentendre (1985)[19]
- Palazzo delle Esposizioni, Budapest (1987)[20]
- Galleria di Szombathely (1989)[21]
- Museo Ebraico Ungherese, Budapest, (con György Román) (1995)[22]
- Pinacoteca Comunale di Budapest, Museo Kiscell (2001)
- Galleria Raiffeisen (2003-2004) (mostra da camera)
- Galleria Nazionale Ungherese (2004-2005)[23]
- Teatro Nazionale Ungherese (2013) (mostra da camera)
- Museo delle Belle Arti - Galleria Nazionale Ungherese, Budapest, 26 maggio - 26 settembre 2021, (mostra da camera)[24]

### All'estero
- Compass Gallery, Glasgow (1985)[25] [26]
- Third Eye Centre, Glasgow (1989)[27]
- Galleria Janos Gat, New York (1994 e 1997)[28]
- Museo d'arte Yad Vashem [con György Román] 1996[29]
- Galleria Shepherd, New York (1995)[30]
- Collegium Hungaricum, Berlino (2006)[31]

### Esposizioni di gruppo
- 1940: Az OMIKE második kiállítása (Seconda mostra di OMIKE, l'associazione educativa ebraica ungherese), Museo ebraico, Budapest[32]
- 1943 Az OMIKE ötödik kiállítása (Quinta mostra di OMIKE, l'associazione educativa ebraica ungherese), Museo ebraico, Budapest
- 1942: Szabadság és a nép (Libertà e popolo), sede del sindacato dei metalmeccanici, Budapest
- 1945: A Szociáldemokrata Párt Képzőművészeinek Társasága és meghívott művészek kiállítása (La mostra della Società degli artisti del Partito Socialdemocratico e degli artisti invitati), Museo Ernst, Budapest
- 1947: A Magyar Képzőművészek Szabad Szervezete II. Szabad Nemzeti Kiállítása (La Seconda Mostra Nazionale Libera dell'Organizzazione Libera degli Artisti Ungheresi), Galleria Comunale di Budapest
- 1964: Szabadság és a nép, 1934-1944 (Il gruppo di artisti socialisti, 1934-1944), mostra commemorativa, Galleria Nazionale, Budapest, Ungheria[33]
- 1995: Culture and Continuity: The Jewish Journey, Jewish Museum, New York
- 1996: From Mednyánszky to Gedő—A Survey of Hungarian Art, Janos Gat Gallery[28]
- 1995: Victims and Perpetrators–Ilka Gedő’s Ghetto Drawings and György Román’s Drawings at the Trial of War Criminals[34]
- 1996:Victims and Perpetrators–Ilka Gedő’s Ghetto Drawings and György Román’s Drawings at the Trial of War Criminals, Yad Vashem Art Museum, Jerusalem[35]
- 1997-1998: Diaszpóra és művészet (Diaspora e arte), Museo Ebraico Ungherese, Budapest[36]
- 1998: A Levendel-gyűjtemény (Collezione Levendel), Museo Municipale di Szentendre
- 1999: Voices from Here and There (New Acquisitions in the Departments of Prints and Drawings, Israel Museum, Jerusalem
- 2000: Directions -- Julian Beck, Herbert Brown, Istvan Farkas, Ilka Gedo, Lajos Gulacsy, Knox Martin, Gyorgy Roman, Fall Exhibition, Janos Gat Gallery, New York[37]
- 2002: 20. századi magyar alternatív műhelyiskolák (Alternative Hungarian Workshop Schools of the 20th Century), la mostra congiunta del Museo Lajos Kassák e dei Musei Viktor Vasarely[38]
- 2003: A zsidó nő (La donna ebrea), Museo Ebraico Ungherese, Budapest[39]
- 2003: Nineteenth-Century European Paintings Drawings and Sculpture, Shepherd Gallery, New York[40]
- 2003: Das Recht des Bildes: Jüdische Perspektiven in der modernen Kunst, Museum Bochum[41]
- 2004: Az elfelejtett holocauszt (L'Olocausto dimenticato), Palazzo dell'Arte, Budapest
- 2005: Der Holocaust in der bildenden Kunst in Ungarn (L'olocausto nelle belle arti in Ungheria), Collegium Hungaricum, Berlino[42]
- 2014: A Dada és szürrealizmus. Magritte, Duchamp, Man Ray, Miró, Dalí. Válogatás a jeruzsálemi Izrael múzeum gyűjteményéből (Dada e Surrealismo. Magritte, Duchamp, Man Ray, Miró, Dalí. Una selezione dalle collezioni del Museo d'Israele.), mostra congiunta dell'Israel Museum e della Galleria Nazionale di Budapest, Ungheria[43]
- 2016: Kunst aus dem Holocaust, Deutsches Historisches Museum, Berlin[44]
- 2019: In bester Gesellschaft--Ausgewählte Neuerwerbungen des Berliner Kupferstichkabinetts, 2009-2019, Kupferstichkabinett, Berlin[45][46]

## Opere in collezioni pubbliche
Ungheria
- Galleria Nazionale Ungherese, Budapest[47]
- Museo Ebraico Ungherese, Budapest[48]
- Museo del Re Santo Stefano, Székesfehérvár, Ungheria

Germania
- Museo Duca Anton Ulrich, Braunschweig[49]
- Il Kupferstichkabinett (Museo delle stampe e dei disegni), Berlino
- Il Museum Kunst Palast, Düsseldorf
- Städel Museum, Frankfurt am Main

Austria
- L'Albertina, Vienna[50]

Il Regno Unito
- Il British Museum, Dipartimento delle Stampe e dei Disegni[51]

USA
- Il Museo d'Arte Moderna, New York[52]
- Il Metropolitan Museum of Art, New York[53]
- Il Museo di Belle Arti di Cleveland[54]
- The Albright-Knox Art Gallery, Buffalo, New York, USA[55]
- Il Museum of Fine Arts, Houston, Texas, USA[56]
- Il Museo Ebraico, New York[57]

Israele
- Museo d'arte Yad Vashem, Gerusalemme[58]
- Museo d'Israele[59]